# Ljusnan
Ljusnan è un fiume della Svezia centrale che scorre tra le province di Härjedalen e Hälsingland.